# Beatyfikowani i kanonizowani przez Pawła V
Beatyfikowani i kanonizowani przez Pawła V – święci i błogosławieni wyniesieni na ołtarze w czasie pontyfikatu  Pawła V.

## 1605
19 października
- Bł. Alojzy Gonzaga (zatwierdzenie kultu)

## 1606
5 lutego
- Bł. Salwator z Horty

14 sierpnia
- Bł. Stanisław Kostka

## 1608
29 maja
- Św. Franciszka Rzymianka

19 lipca
- Bł. Ludwik Bertrand

## 1609
27 lipca
- Bł. Ignacy Loyola

19 października
- Bł. Małgorzata z Città di Castello

## 1610
- Bł. Serafin z Montegranaro

1 listopada
- Św. Karol Boromeusz

## 1614
24 kwietnia
- Bł. Teresa z Ávili

## 1615
11 maja
- Bł. Filip Neri

## 1618
7 października
- Bł. Tomasz z Villanueva

29 października
- Bł. Paschalis Baylón

## 1619
2 maja
- Bł. Izydor Oracz

25 października
- Bł. Franciszek Ksawery